# Parisfreden (1763)
Parisfreden skrevs under den 10 februari 1763 av kungarikena Storbritannien, Frankrike och Spanien, med medhåll av Portugal. Tillsammans med freden i Hubertusburg avslutade avtalet fransk-indianska kriget och sjuårskriget. Freden markerar början på en lång tid av brittisk dominans utanför Europa.
Det mesta av de erövrade territorierna överlämnades till sina tidigare ägare, men britterna kunde göra stora landvinster på bekostnad av Frankrike och, till en mindre utsträckning, Spanien. Frankrike föredrog att behålla Guadeloupe så de gav upp anspråken på Nya Frankrike och territoriet öster om Mississippi till britterna. Spanien överlämnade Florida till britterna, men fick senare New Orleans och Franska Louisiana från Frankrike; Manila och Kuba gick tillbaka till Spanien. Frankrike behöll Saint Pierre och Miquelon och återfick Guadeloupe, Martinique och Saint Lucia i utbyte mot Dominica, Grenada, Saint Vincent och Grenadinerna och Tobago som tillföll britterna. I Indien förlorade Frankrike, de fick tillbaka sina handelsstationer, men gick med på att stödja den brittiska klientregeringen där, såväl som att återlämna Sumatra och lova att inte placera några trupper i Bengalen.
Det hävdas ibland att Georg III avsade sitt anspråk på att vara kung av Frankrike i och med Parisfreden. Detta är dock en historisk myt och förekommer ibland också bland några av fredsavtalen i franska revolutionskrigen. En sådan avsägelse finns inte i avtalstexten och George III fortsatte att kalla sig kung av Frankrike till 1801 då Storbritannien och Irland förenades och kravet blev då anakronistiskt.

### Fotnoter
1. ↑  ”Parisfreden 1763”. Nationalencyklopedin. http://www.ne.se/uppslagsverk/encyklopedi/l%C3%A5ng/parisfreden/parisfreden-1763. Läst 15 januari 2017.